# Iujni (Krimsk)
Iujni - Южный (rus) és un possiólok del krai de Krasnodar, a Rússia. Es troba als vessants septentrionals del Caucas occidental, a la vora de l'embassament de Varnavínskoie sobre el riu Adagum, a 14 km al nord-est de Krimsk i a 75 km a l'oest de Krasnodar, la capital. Pertanyen a aquest municipi les poblacions de Ievseievski, Txernomorski, Krasni, Novotroitski, Plavni i Vessioli.